# Friedrich-Wilhelm Deutsch (Generalleutnant)
Friedrich-Wilhelm Deutsch (* 19. Februar 1892 in Berlin; † 2. März 1944 in Valona) war ein deutscher Offizier, zuletzt Generalleutnant im Zweiten Weltkrieg.

## Leben
Friedrich-Wilhelm Deutsch trat am 25. September 1911 in die Armee ein. Mitte 1913 war er als Leutnant (Patent zu Mitte 1911) im Grenadier-Regiment Nr. 9.
Er wurde in die Reichswehr übernommen und wurde im Oktober 1935 Bataillonskommandeur beim Infanterie-Regiment 15.
Anfang Oktober 1938 zum Oberst befördert, diente er ab Mai 1939 im Stab des Infanterie-Regiments 15. Von Anfang September 1939 bis Mitte 1941 war er erster Kommandeur des Infanterie-Regiments 187 bei der 87. Infanterie-Division. Es folgte in gleicher Position sein Einsatz beim Infanterie-Regiment 522 bei der 297. Infanterie-Division, mit welcher er in Russland kämpfte.
Vom 15. Juli 1942, einhergehend mit seiner Beförderung zum Generalmajor, bis 15. März 1943 war Friedrich-Wilhelm Deutsch als Vorgänger von Josef Reichert Kommandeur der 711. Infanterie-Division und wurde anschließend in die Führerreserve versetzt. Ab Anfang April 1943 war er bis zu seinem Autounfall Kommandeur der 297. Infanterie-Division. Am 17. Februar 1944 wurde er bei einem Autounfall schwer verletzt und starb in einem italienischen Krankenhaus am 2. März 1944 an den Verletzungen. Am 1. August 1943 war er zum Generalleutnant befördert worden.

## Werk
- Waffenlehre, kurzgefaßtes Lehr- und Nachschlagebuch der neuzeitlichen Bewaffnung. E. S. Mittler, Berlin, 1935.